# 創成館高等学校
創成館高等学校（そうせいかんこうとうがっこう、英: Sohseikan High school）は、長崎県諫早市貝津町にある私立高等学校。

## 由来
十八史略の中に、貞観政要として伝えられてきた「創業・守成」が校名の由来となっている。

## 学科
普通科
- 普通コース
- アスリートコース（硬式野球部、サッカー部、女子バレーボール部、柔道部（女）、陸上部（長距離）、バスケットボール部）
- 特別進学コース
- キャリアライセンスコース

デザイン科

## 歴史
- 1962年 - 長崎市三原町に校地1万坪を確保して校舎を新設。「九州経営学園高等学校（全日制商業科1200名）」開校。初代校長 管野新一郎（元長崎県立長崎工業高等学校長）就任。
- 1964年 - 校長 管野新一郎退任。第2代校長 佐々木梅三郎（元長崎市教育長）就任。
- 1969年 - 奥田一正、理事長・学園長に就任。
- 1971年 - 校長 佐々木梅三郎退任。理事長・学園長 奥田一正 第3代校長として就任。
- 1972年 - 多学科制（商業科・普通科・デザイン製図科）設置。
- 1973年 - 校名を「協立高等学校」と改称。
- 1988年 - 諫早市貝津町に校舎等を新築移転、校名を「創成館高等学校」と改称。
- 1989年 - 州立ハワイ大学ラボラトリースクールと姉妹校締結（ハワイ州議会承認）。ラボラトリースクールおよび創成館高等学校において、それぞれ調印式実施。校舎第一・二期工事落成式（管理棟・校舎（A・B棟）・体育館・武徳館・プール（公認50m）・茶室・弓道場・部室・シャワー室・寮・多目的ホール）。
- 1990年 - 普通科に情報科学コースを設置。大型汎用コンピュータACOSM10を導入、情報科学室（10教室）に450台のパソコン（NEC PC-9801）配備連動。同年、創成館中学校を併設、開校。
- 1991年 - 普通科に特別進学コースを設置するとともに、商業に関する学科を情報ビジネス科及び情報デザイン科とする。
- 1995年 - 普通科に国際観光コースを設置。
- 1997年 - 普通科国際観光コース「第一回ヨーロッパ研修旅行実施」。インターネットサーバ設置によりホームページ運用開始。
- 1999年 - 米国学生との「第一回創成館USAサマーキャンプ」実施。ハワイ州立大学の協力による「第一回スペシャル・イングリッシュ・プログラム」参加。
- 2002年 - 全教室に冷暖房を完備。
- 2003年 - 普通科に「サプリームコース」設置。「情報科学コース」を「情報ライセンスコース」、「情報ビジネス科」を「ビジネス科」、「情報デザイン科」を「デザイン科」と改称。2代目理事長が急死。奥田修史が3代目理事長に就任、経営・人気共に著しく低迷していた学校の立て直しに着手。
- 2004年 - 普通科にフィジカルマネジメントコース設置。
- 2005年 - 奥田修史が理事長兼任で校長に就任。
- 2006年 - 創成館中学校の募集を中止。
- 2007年 - 制服をベネトン社製に一新。
- 2008年 - 普通科に「普通コース」設置。
- 2009年 - 創成館中学校を休校。
- 2010年 - 普通科「サプリームコース」を「特別進学コース」に改名。
- 2013年 - 硬式野球部が第85回記念選抜高等学校野球大会に出場（春・夏通じて甲子園大会初出場）。
- 2015年 - 情報ライセンスコースを「ライセンスコース」に改名。
- 2017年 - アンダーアーマーと包括的パートナーシップ契約を締結。
- 2020年 - 制服のデザインを一新。「ライセンスコース」を「キャリアライセンスコース」に改称、普通科に「アスリートコース」を設置。サッカー部が同年の全国高等学校サッカー選手権大会に初出場。

## 行事
- 4月  始業式、入学式、対面式、新入生オリエンテーション、 歓迎遠足
- 5月  中間考査
- 6月  高校総体
- 7月  夏季学習合宿、オープンスクール、終業式
- 8月  平和学習
- 9月  始業式、PTA・生徒合同美化活動、体育祭
- 10月 学校説明会
- 11月  夢創祭（文化祭）、ハワイ研修旅行（第1班）、ハワイ研修旅行（第2班）
- 12月  球技大会（1年〜3年）、終業式
- 1月   始業式、大学入試センター試験（2日間）
- 2月   卒業バス旅行、記念植樹、賞状賞品授与式、卒業式
- 3月   マラソン大会、終業式

## 施設・設備
スポーツ施設
- 体育館
- グラウンド
- 野球場（2010年より移転、左翼92・右翼90・中堅120）
- 室内練習場
- 弓道場
- 修道館(柔道場)
- 武徳館(体操部練習場)
- プール(現在は使用されていない)

教育施設
- 教室棟（3棟）
- コンピュータ室 (WinRoom、MacRoom)
- 若竹寮（硬式野球部専用寮）
- 学生食堂(寮生のみ利用可能)
- けやきHOUSE(男子寮)
- ひのきHOUSE(男子寮)
- 桜HOUSE(女子寮)

## 部活動
2022年現在。太字で表示している部は強化指定部。
体育部
- 硬式野球部
- サッカー部
- 女子バレーボール部
- 柔道部（女）
- 陸上部（長距離）
- バスケットボール部
- 体操部（男女）
- 男子バレーボール部
- 柔道部（男）
- バドミントン部（男女）
- チアリーディング部
- ソフトテニス部（男女）
- 弓道部（男女）
- 水泳部
- 陸上部
- 卓球部
- アーチェリー部
- カヌー部

文化部
- 吹奏楽部
- 放送部
- 演劇部
- 琴部
- 音楽部
- ダンス部
- パソコン部
- 美術部
- 簿記部
- 文学部
- eスポーツ部

### 硬式野球部
部訓　苦戦しても敗戦しない　
甲子園には春4回・夏4回　明治神宮大会には1回の出場経験がある（2024年7月現在）
- 1962年 - 学校創立と共に創部
- 2013年 - 第85回記念選抜高等学校野球大会に創立51年目で初の甲子園初出場。初戦となった2回戦で仙台育英（宮城）に2-7で敗退。[1]
- 2014年 - 第86回選抜高等学校野球大会に神宮枠で 2年連続2度目の出場となったが、初戦で駒大苫小牧（北海道）に0-3で敗退[2]
- 2015年 - 第97回全国高等学校野球選手権長崎大会で海星高等学校を7-3で破り、高校野球100周年の年に夏の大会（第97回全国高等学校野球選手権大会）に初出場。天理（奈良）に3x-2でサヨナラ勝ちで春夏通じて甲子園初勝利を挙げる[3]健大高崎（群馬）に3-8で惜敗し、2回戦敗退。[4]
- 2017年 - 第48回明治神宮野球大会高校の部に初出場。決勝で明徳義塾高等学校に0-4で敗れ、準優勝。[5]
- 2018年 - 第90回記念選抜高等学校野球大会に、4年ぶり3度目の出場、初戦の2回戦で下関国際（山口）を3-1で破り、選抜初勝利。[6]3回戦では智弁学園（奈良）に延長10回、2x-1でサヨナラ勝ち。[7]準々決勝では智弁和歌山（和歌山）に10-11xでサヨナラ負けするも、終盤戦の粘りを見せている。[8]第100回全国高等学校選手権長崎大会では海星高等学校を6-1で破り、[9]第100回全国高等学校野球選手権記念大会への出場を果たすものの、1回戦で岡山代表の創志学園に0対7で完敗。 この年公式戦で唯一大阪桐蔭に勝利した。

## 特徴
- スクールバスが8路線あり、朝1便・夕方2便を運行。
- 資格多種合格者数が長崎県下1位。[要出典]
- 資格取得をサポートする学校独自のe-Learning Systemを導入。
- 7つの習慣Jのカリキュラムを導入している。
- 部活動に力を入れており、満遍なく強い高校としても知られている。
- 活力朝礼コンクール最優秀賞を受賞。
- 制服はイタリアのブランドベネトンを使用。
- アンダーアーマーの日本総代理店であるドームとパートナーシップ契約を締結。

## 著名な出身者
- ナイス橋本 - シンガーソングライター
- 鬼頭えん - 漫画家
- 水上恒司 - 俳優
- 川原陸 - プロ野球選手、 阪神タイガース所属
- 鴨打瑛二 - プロ野球選手、 読売ジャイアンツ所属
- 野口恭佑 - プロ野球選手、阪神タイガース所属
- 川添美優 - バレーボール選手、PFUブルーキャッツ所属

## 交通
鉄道
- JR喜々津駅下車 徒歩40分、西諫早駅下車徒歩30分。

バス
- 長崎県営バス横島バス停または久山橋バス停下車いずれも徒歩5分。

スクールバス
- 長崎方面
- 小ヶ倉･矢上コース
- 福田コース
- 時津･長与コース
- 三重･滑石コース
- 諫早方面

- 小長井コース
- 大村方面

- 波佐見･大村コース
- 小浜方面

- 小浜･飯盛コース
- 島原方面

- 布津･島原コース

## リンク
- 創成館高等学校ホームページ